# Sant Guim de Freixenet

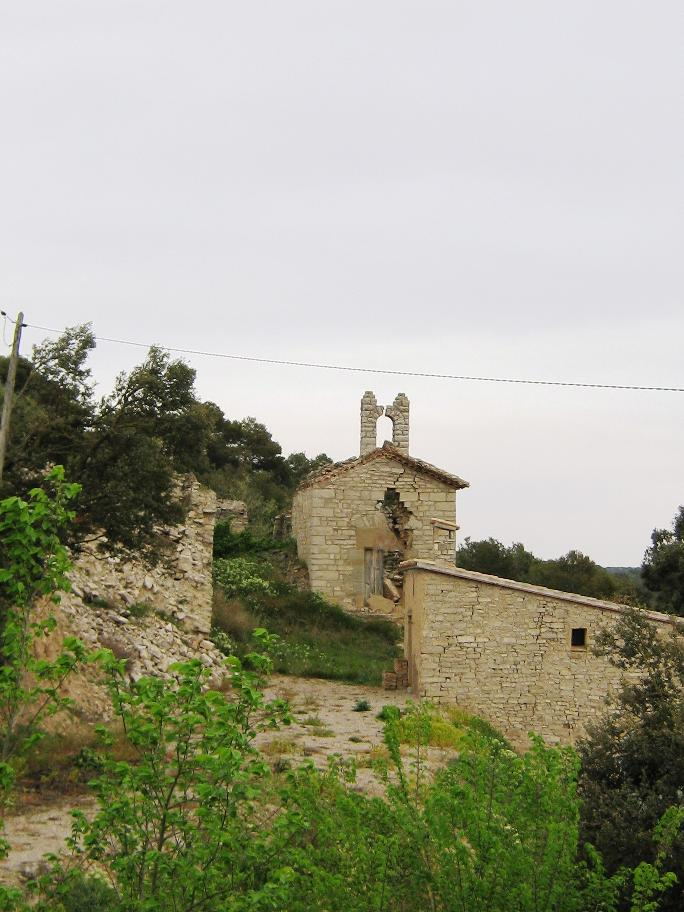
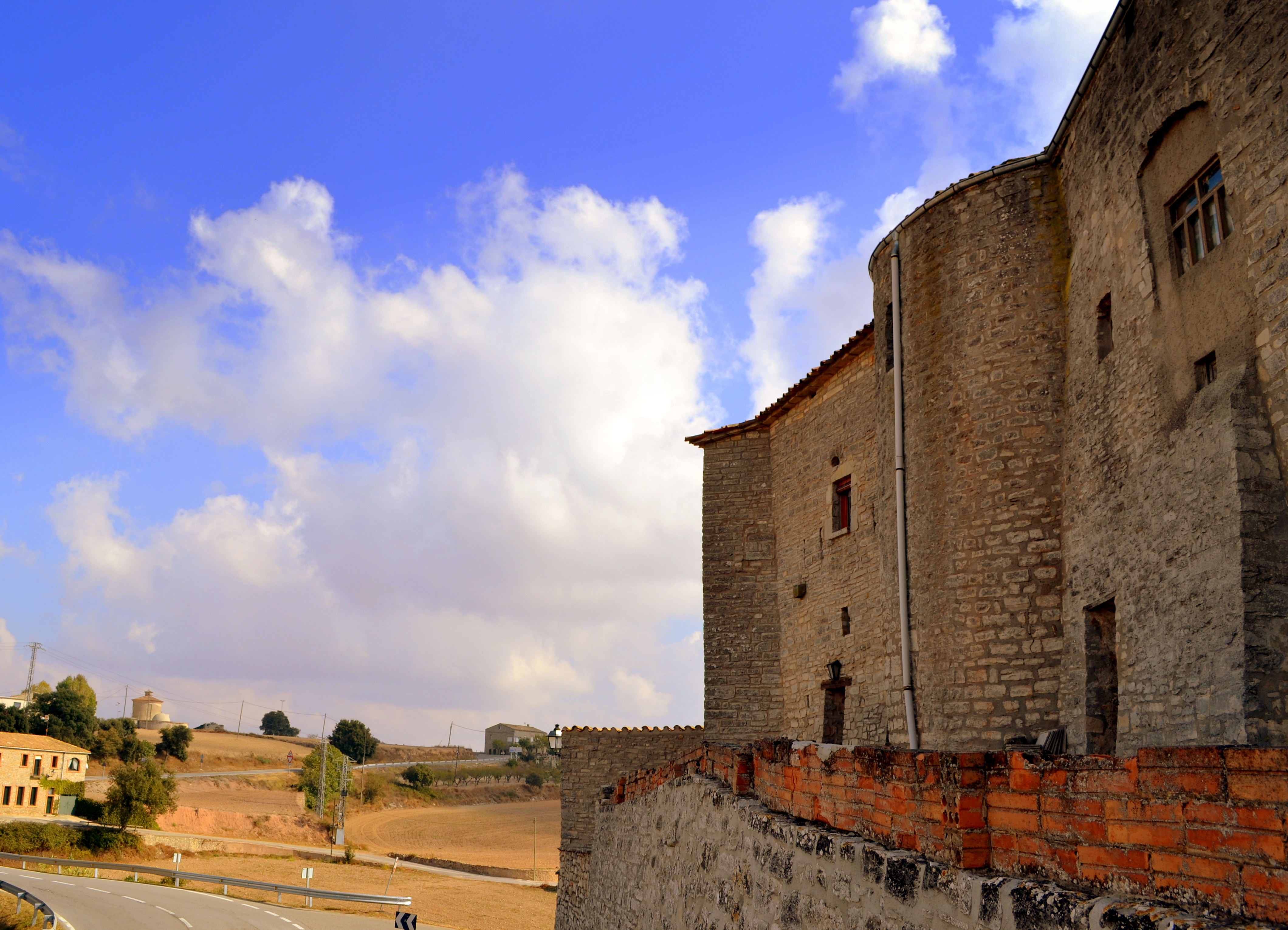
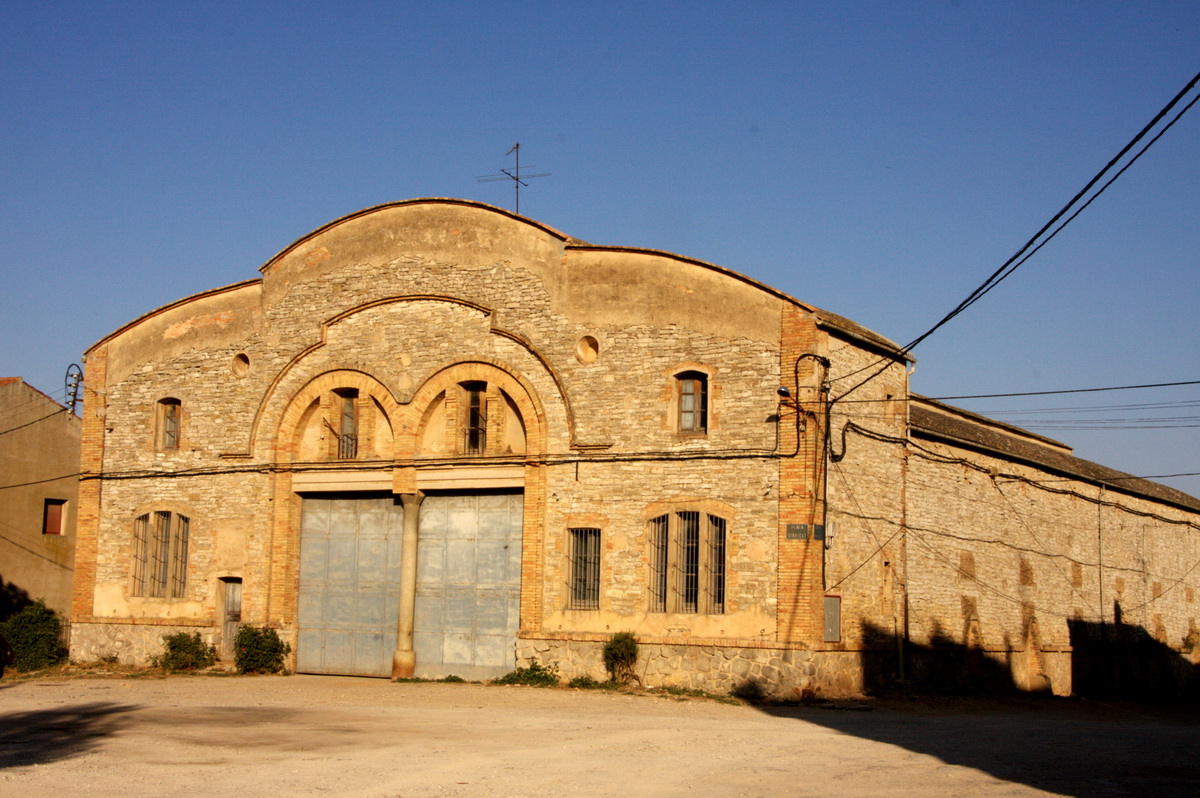

Sant Guim de Freixenet is een gemeente in de Spaanse provincie Lleida in de regio Catalonië met een oppervlakte van 25 km². Sant Guim de Freixenet telt 1.059 inwoners (1 januari 2016).
Abella de la Conca · Àger · Agramunt · Aitona · Els Alamús · Alàs i Cerc · L'Albagés · Albatàrrec · Albesa · L'Albi · Alcanó · Alcarràs · Alcoletge · Alfarràs · Alfés · Algerri · Alguaire · Alins · Almacelles · Almatret · Almenar · Alòs de Balaguer · Alpicat · Alt Àneu · Anglesola · Arbeca · Arres · Arsèguel · Artesa de Lleida · Artesa de Segre · Aspa · Les Avellanes i Santa Linya · Baix Pallars · Balaguer · Barbens · La Baronia de Rialb · Bassella · Bausen · Belianes · Bellaguarda · Bellcaire d'Urgell · Bell-lloc d'Urgell · Bellmunt d'Urgell · Bellpuig · Bellver de Cerdanya · Bellvís · Benavent de Segrià · Biosca · Es Bòrdes · Les Borges Blanques · Bossòst · Bovera · Cabanabona · Cabó · Camarasa · Canejan · Castellar de la Ribera · Castelldans · Castell de Mur · Castellnou de Seana · Castelló de Farfanya · Castellserà · Cava · Cervera · Cervià de les Garrigues · Ciutadilla · Clariana de Cardener · El Cogul · Coll de Nargó · La Coma i la Pedra · Conca de Dalt · Corbins · Cubells · L'Espluga Calba · Espot · Estamariu · Estaràs · Esterri d'Àneu · Esterri de Cardós · Farrera · Fígols i Alinyà · La Floresta · Fondarella · Foradada · La Fuliola · Fulleda · Gavet de la Conca · Gimenells i el Pla de la Font · Golmés · Gósol · La Granadella · La Granja d'Escarp · Granyanella · Granyena de les Garrigues · Granyena de Segarra · Guimerà · La Guingueta d'Àneu · Guissona · Guixers · Isona i Conca Dellà · Ivars de Noguera · Ivars d'Urgell · Ivorra · Josa i Tuixén · Juncosa · Juneda · Les · Linyola · Lladorre · Lladurs · Llardecans · Llavorsí · Lleida · Lles de Cerdanya · Llimiana · Llobera · Maials · Maldà · Massalcoreig · Massoteres · Menàrguens · Miralcamp · Mollerussa · La Molsosa · Montellà i Martinet · Montferrer i Castellbò · Montgai · Montoliu de Lleida · Montoliu de Segarra · Montornès de Segarra · Nalec · Naut Aran · Navès · Odèn · Oliana · Oliola · Olius · Les Oluges · Els Omellons · Els Omells de na Gaia · Organyà · Os de Balaguer · Ossó de Sió · El Palau d'Anglesola · Penelles · Peramola · Pinell de Solsonès · Pinós · Els Plans de Sió · El Poal · La Pobla de Cérvoles · La Pobla de Segur · El Pont de Bar · El Pont de Suert · Ponts · La Portella · Prats i Sansor · Preixana · Preixens · Prullans · Puiggròs · Puigverd d'Agramunt · Puigverd de Lleida · Rialp · Ribera d'Ondara · Ribera d'Urgellet · Riner · Riu de Cerdanya · Rosselló · Salàs de Pallars · Sanaüja · Sant Esteve de la Sarga · Sant Guim de Freixenet · Sant Guim de la Plana · Sant Llorenç de Morunys · Sant Martí de Riucorb · Sant Ramon · Sarroca de Bellera · Sarroca de Lleida · Senterada · La Sentiu de Sió · Seròs · La Seu d'Urgell · Sidamon · El Soleràs · Solsona · Soriguera · Sort · Soses · Sudanell · Sunyer · Talarn · Talavera · Tàrrega · Tarrés · Tarroja de Segarra · Térmens · Tírvia · Tiurana · Torà · Els Torms · Tornabous · La Torre de Cabdella · Torrebesses · Torrefarrera · Torrefeta i Florejacs · Torregrossa · Torrelameu · Torres de Segre · Torre-serona · Tremp · La Vall de Boí · Vall de Cardós · Vallbona de les Monges · Vallfogona de Balaguer · Les Valls d'Aguilar · Les Valls de Valira · La Vansa i Fórnols · Verdú · Vielha e Mijaran · Vilagrassa · Vilaller · Vilamòs · Vilanova de Bellpuig · Vilanova de l'Aguda · Vilanova de la Barca · Vilanova de Meià · Vilanova de Segrià · Vila-sana · El Vilosell · Vinaixa